# Беноццо Гоццоли
Бено́ццо Го́ццоли (итал. Benozzo Gozzoli; настоящее имя Беноццо ди Лезе ди Сандро (итал. Benozzo di Lese di Sandro); 1420, Скандиччи, Тоскана — 4 октября 1497, Пистоя, Тоскана) — итальянский художник, живописец и скульптор периода кватроченто, мастер фресковых росписей, представитель флорентийской школы живописи.

## Биография
Беноццо Гоццоли родился в деревне Сан-Коломбано, недалеко от Бадиа-а-Сеттимо (Скандиччи), в семье портного. Его семья переехала в соседнюю Флоренцию в 1427 году. Настоящее имя художника — Беноццо ди Лезе ди Сандро. Фамилия Гоццоли («Гуляка») впервые появляется лишь во втором варианте «Жизнеописаний» Вазари (1568).
Согласно Вазари, учителем Гоццоли был Фра Беато Анджелико, однако этот факт не имеет дополнительного подтверждения. Как и многие другие художники раннего итальянского Возрождения, Беноццо обучался нескольким ремёслам, в том числе ювелирному искусству. В 1439—1440 и в 1443—1444 годах Гоццоли был помощником Фра Анджелико при создании фресок монастыря Сан-Марко во Флоренции.
В 1444—1447 годах Гоццоли вместе с Лоренцо и Витторио Гиберти участвовал в создании рельефов бронзовых дверей (так называемых «Врат рая») флорентийского баптистерия.
23 мая 1447 года Беноццо был с Фра Анджелико в Риме, куда они были вызваны папой Евгением IV для выполнения фресок в капелле Апостольского дворца в Ватикане. Позднее эта капелла была снесена и фрески погибли. В 1447 году художники приступили к созданию первых фресок Капеллы Мадонны ди Сан-Брицио в соборе Орвието. В 1448 году Гоццоли и Фра Анджелико работали над росписями в капелле Никколина в Ватикане. Предполагается, что Гоццоли внёс значительный вклад в росписи капеллы. В Риме он также выполнил фреску с изображением святого Антония Падуанского в базилике Санта-Мария-ин-Арачели.
В 1449 году Гоццоли переехал в Умбрию и начал работать самостоятельно. Папа Николай V доверил ему создание фресок в монастыре Сан Фортунато недалеко от Монтефалько, где Гоццоли написал Мадонну с Младенцем между святым Франциском и святым Бернардином Сиенским и ещё три работы. Один из них, запрестольный образ «Мадонна с поясом» (Madonna con cintura), теперь находится в музеях Ватикана и показывает близость раннего стиля Беноццо к стилю Анджелико. С 1453 года Гоццоли работал в разных городах Италии: писал фрески для монастыря в Витербо, украшал алтарь в Перудже.
В 1456 году Беноццо Гоццоли вернулся в родной город Флоренцию, центр искусства периода кватроченто. Между 1459 и 1461 годами он создал своё самое значительное произведение — фрески в Палаццо Медичи-Риккарди. Сюжетом для росписи было выбрано «Шествие волхвов в Вифлеем», в котором художник под видом евангельских персонажей изобразил членов семьи Медичи, покровителей художника, и многих современников. Он также включил свой автопортрет с подписью. Впоследствии это помещение, маленькая семейная капелла, станет всемирно известной под названием «Капелла волхвов».
В 1463 году, спасаясь от эпидемии чумы, разразившейся во Флоренции, Гоццоли уехал в Сан-Джиминьяно, где выполнил несколько важных работ. Самым известным из них является его цикл фресок из семнадцати композиций «Жизнь святого Августина», покрывающий всю апсидальную капеллу церкви Сант-Агостино. В той же церкви Гоццоли выполнил композицию «Святой Себастьян, защищающий город от чумы» и многие другие росписи. Он оставался в Сан-Джиминьяно до 1467 года, завершая дальнейшие работы в городе и его окрестностях.
В 1467 году Гоццоли покинул Сан-Джиминьяно и отправился в Пизу. Именно там он создаст своё самое монументальное произведение — цикл фресок для кладбища Кампосанто: двадцать четыре сюжета из Ветхого Завета, от «Опьянения Ноя» до «Визита царицы Савской к царю Соломону». В 1944 году бо́льшая часть этих фресок погибнет при бомбардировке и в последовавшем пожаре. Параллельно с этой основной работой Гоццоли выполнял и другие заказы: алтарную картину для церкви Святого Лазаря, композицию «Слава святого Фомы Аквинского», ныне хранящуюся в Лувре.
В 1495 году, после вторжения в Италию французских войск Карла VIII, Гоццоли был вынужден покинуть Пизу и вернуться во Флоренцию. Затем, в том же году, он отправился в Пистою, получив очередной престижный заказ: украсить фресками интерьер городской ратуши. Эта работа останется незавершённой: 4 октября 1497 года Гоццоли скончался в Пистое, вероятно, от чумы. Ещё в 1478 году в знак своего уважения власти Пизы подарили ему почётное место будущего захоронения на Кампо-Санто, но он был похоронен в монастыре Сан-Доменико.
У Гоццоли был собственный дом в Пизе, а также дома и земля во Флоренции. Его сыновья Франческо, Джероламо и Алессо ди Беноццо помогали ему при выполнении ответственных заказов. Ещё один художник, работавший в стиле Беноццо Гоццоли, был назван P. Лонги «Мастером маленьких фигур», — это тот же художник, которого Б. Беренсон назвал Алунно ди Беноццо (ученик Беноццо). Название основано на стилистических аналогиях.

## Оценки творчества

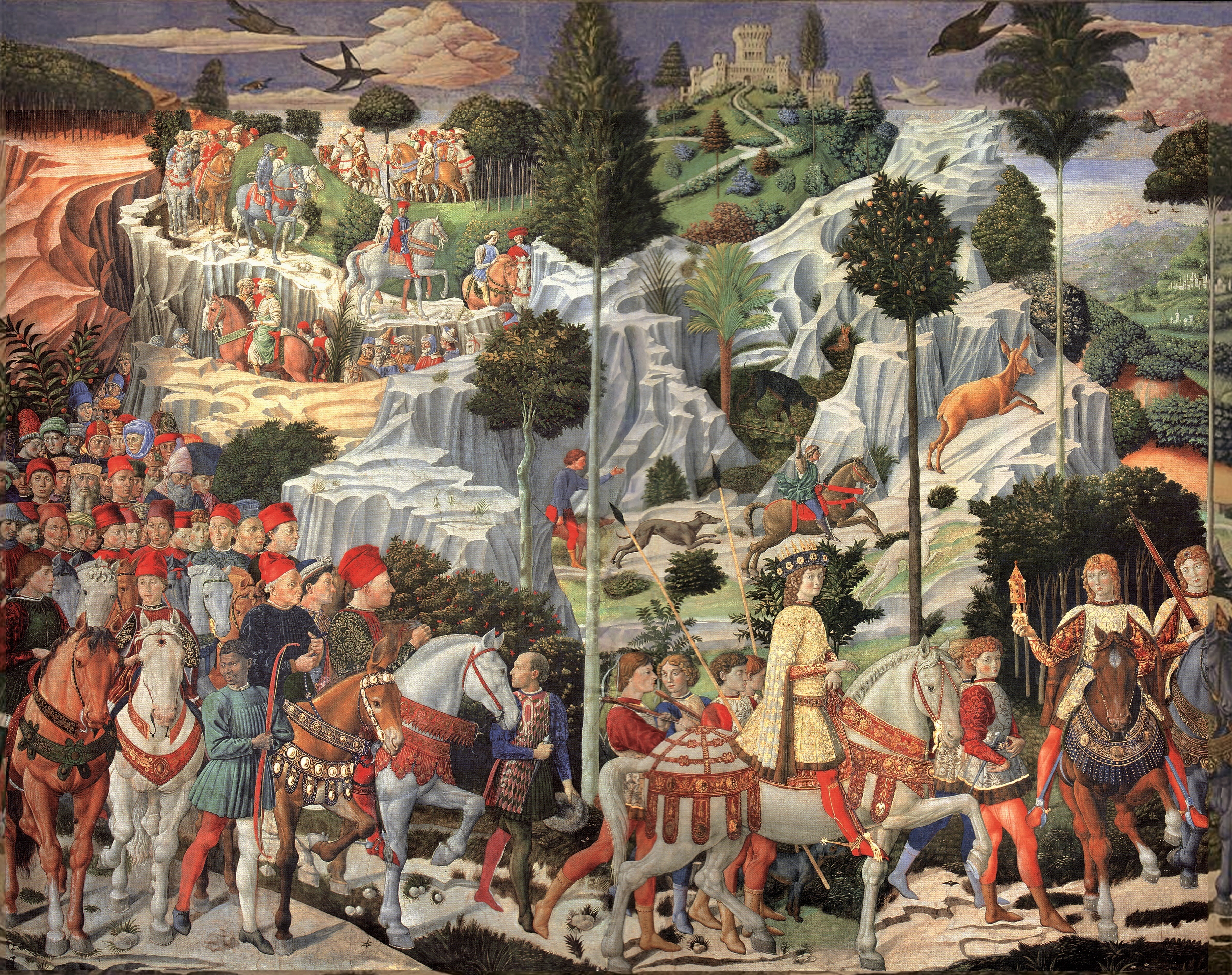
Шествие волхвов в Вифлеем. 1459—1462. Деталь росписи Капеллы волхвов Палаццо Медичи-Риккарди, Флоренция. Беноццо Гоццоли изобразил поклонение волхвов как торжественную процессию членов семьи Медичи и политических деятелей того времени

Период становления Гоццоли как художника пришёлся на годы, в которые искусство Флоренции переживало подлинный расцвет. В 1430—1440 годах во Флоренции работали Фра Беато Анджелико, фра Филиппо Липпи, Паоло Уччелло, Доменико Венециано, Пьеро делла Франческа. Самостоятельная творческая деятельность Беноццо Гоццоли началась в 1450-е годы. Фра Анджелико и Лоренцо Гиберти оказывали большое влияние на творчество Гоццоли до конца его жизни. У Гиберти он научился точности в изображении мельчайших деталей и тому, как иллюстрировать Священную историю, а у Фра Анджелико взял его цветовую палитру, перенеся её в искусство фресковой росписи.
Своими произведениями, как писал Дж. Вазари, Беноццо Гоццоли «завоевал себе величайшую славу», и удостоился того, что ему была помещена следующая эпиграмма:
```
         Quid spectas volucres, pisces et monstra ferarum
         Et; virides silvas aethereasque domos?
         Et; pieros juvenes, matres, canosque parentes
         Queis; simper vivum spirat in ore decus?
         Non; haec tam variis finxit simulacra figures
         Natura;, ingenio foetibus apta suo;
         Est; opus artifices; pinxit viva ore Behoxus
         O; superi, vivos fundite in ora sonos 
[
11
]
.
```

Саломон Рейнах писал о художнике: «В своих фресках во Флоренции, Пизе, Монте-Фалько Гоццоли — восхитительный рассказчик… Кажется, что в его глазах жизнь подобна золотым грёзам детства». Утончённый стиль этих фресок оказал влияние на многих современников художника, в том числе на Пьеро делла Франческа. «Любимый живописец герцога Козимо Медичи, — по определению В. Г. Власова, — Гоццоли соединял уходящую декоративную роскошь и яркий колорит итальянского треченто с новой пространственностью и стремлением к осязательной ценности формы нарождающегося флорентийского классицизма».

## Галерея

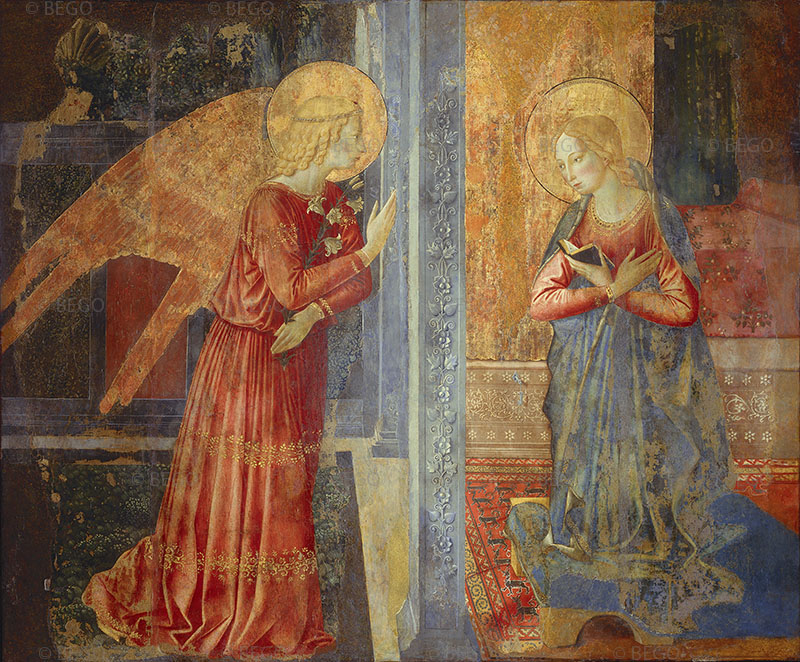
Благовещение. Фреска. Нарни, Городской музей, Италия
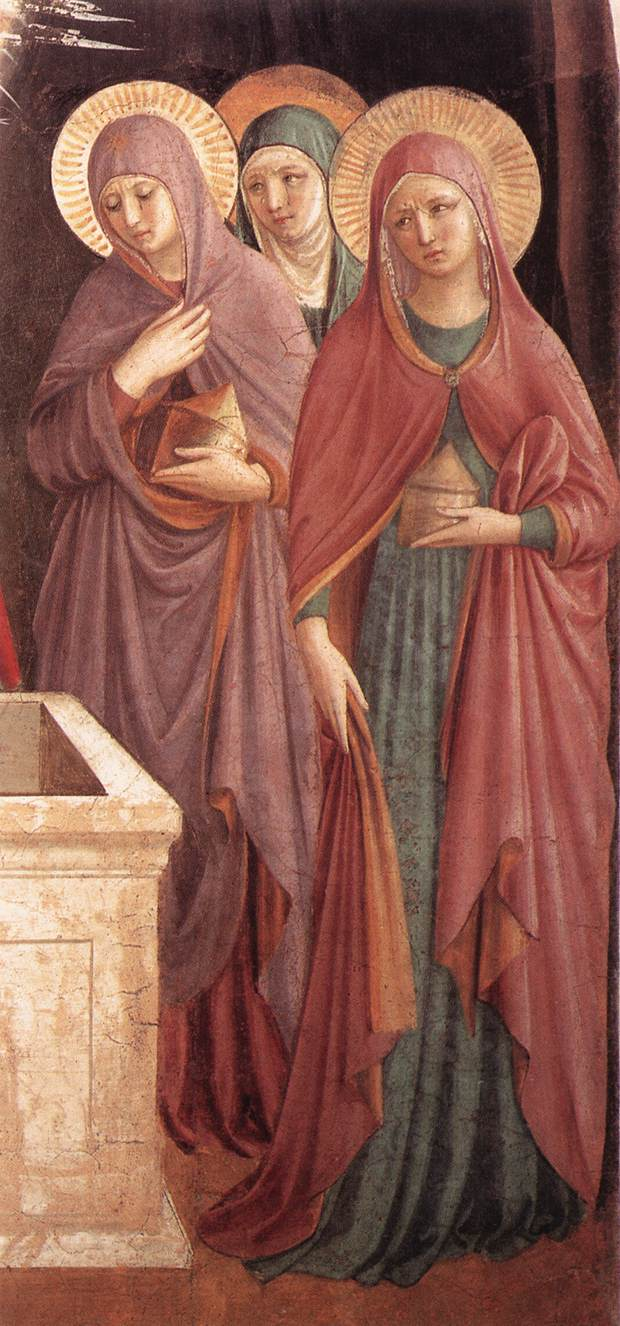
Три Марии у гробницы. Деталь росписи монастыря Сан-Марко, Флоренция. Между 1440 и 1441 гг. Совместно с фра Анджелико
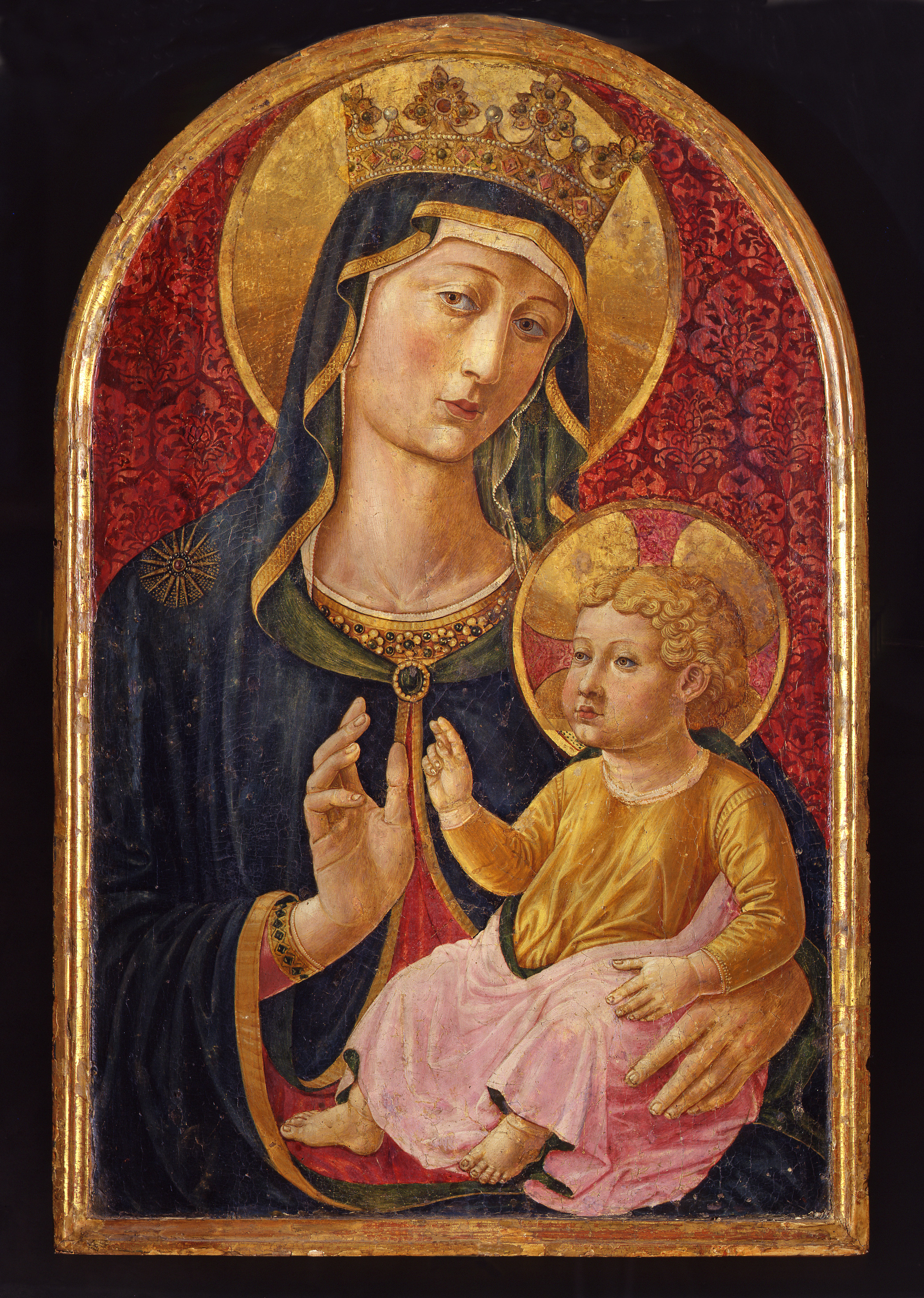
Мадонна с Младенцем. 1480 – 1485. Дерево, темпера, золочение. Национальный музей Сан-Маттео, Пиза
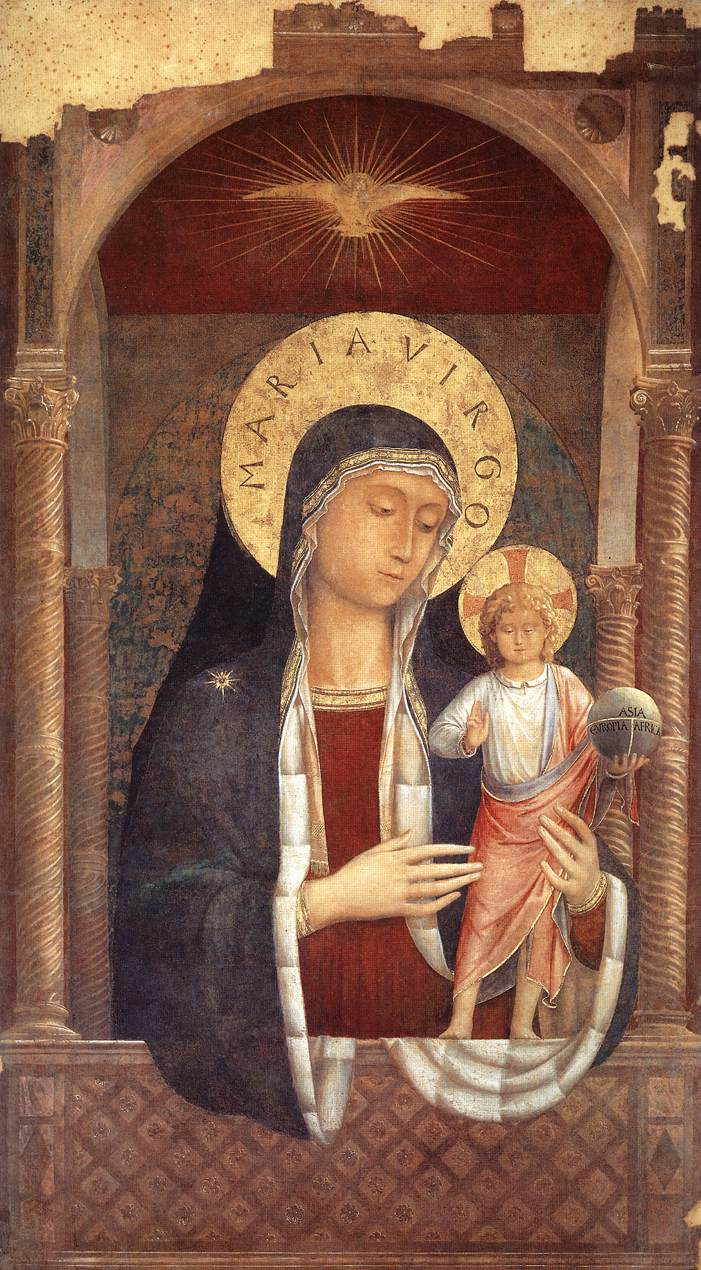
Мадонна и Спаситель мира. 1449. Дерево, темпера. Базилика Санта-Мария-сопра-Минерва, Рим. Ранее приписывалось фра Анджелико
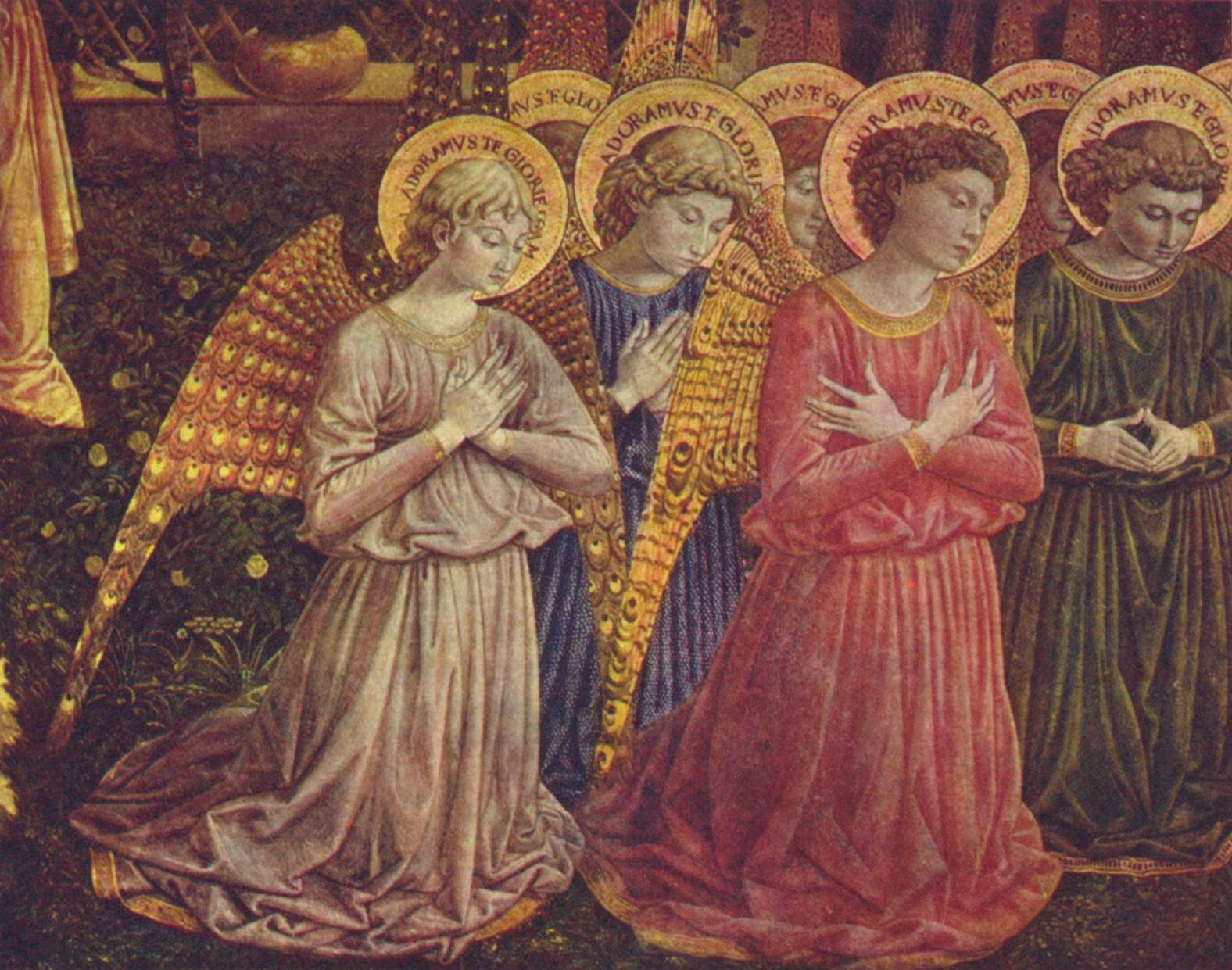
Поклонение ангелов. 1459-1462. Деталь росписи Капеллы волхвов Палаццо Медичи-Риккарди, Флоренция
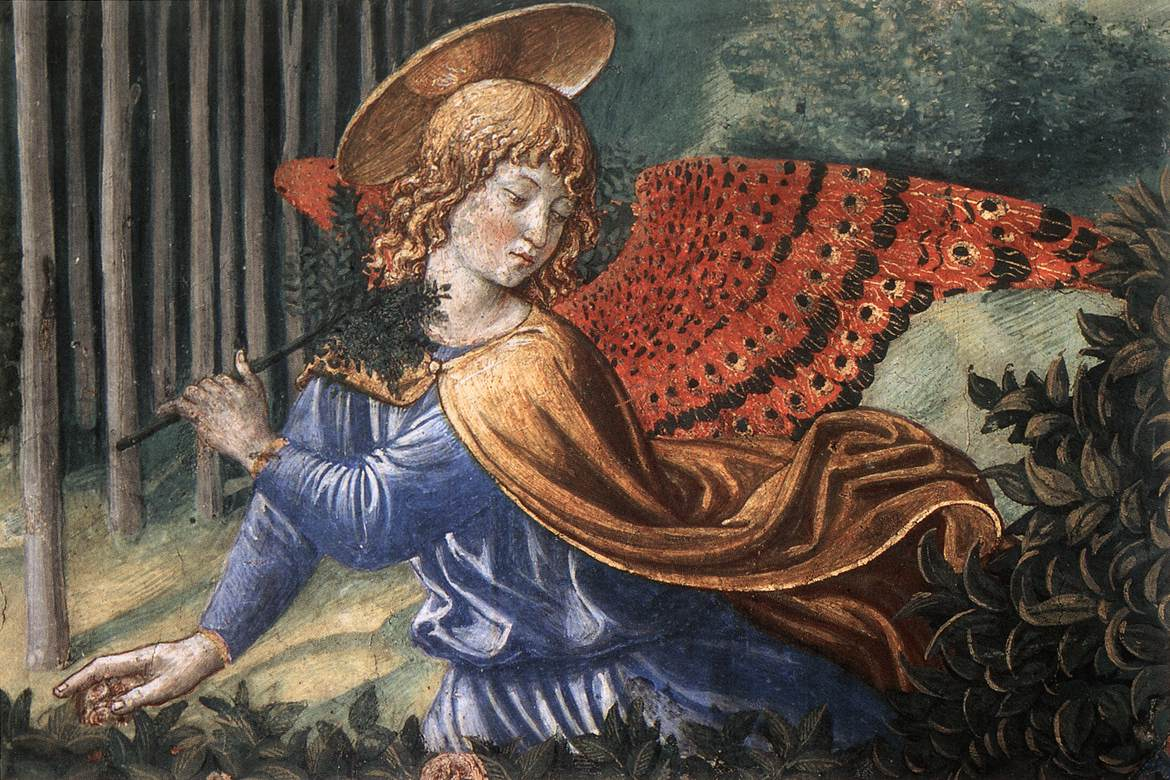
Деталь росписи Капеллы волхвов
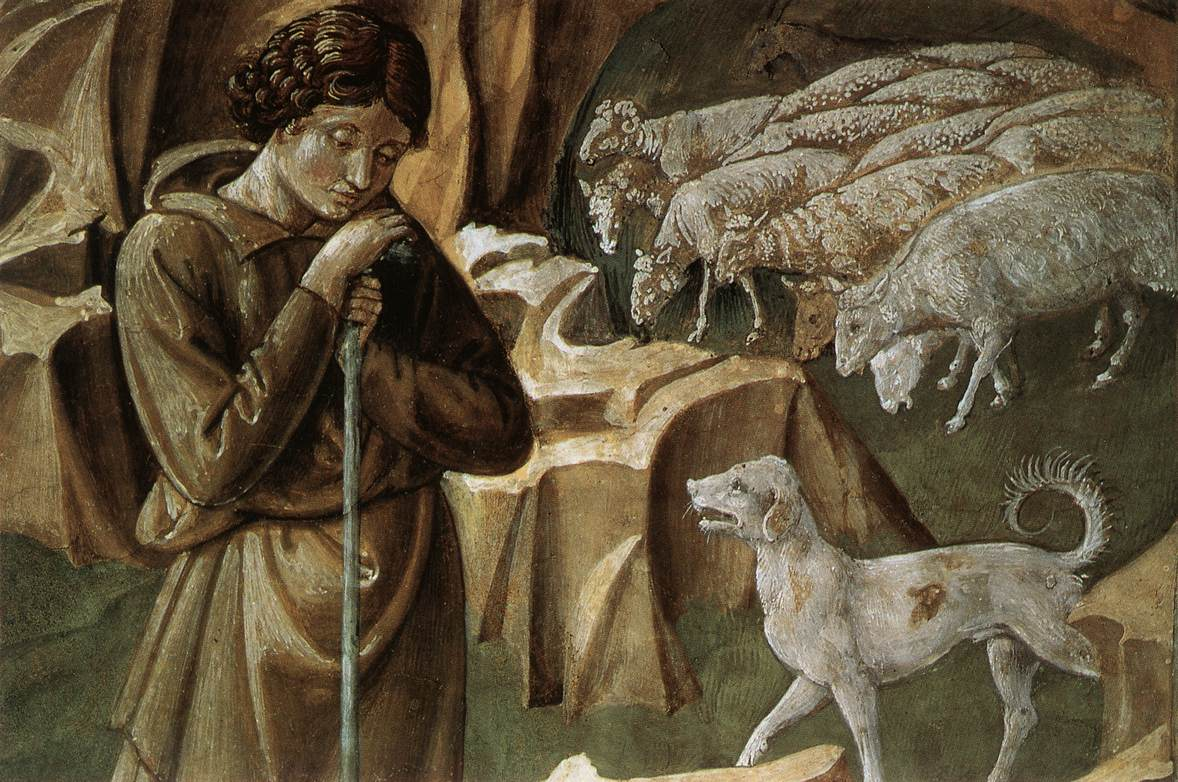
Деталь росписи Капеллы волхвов
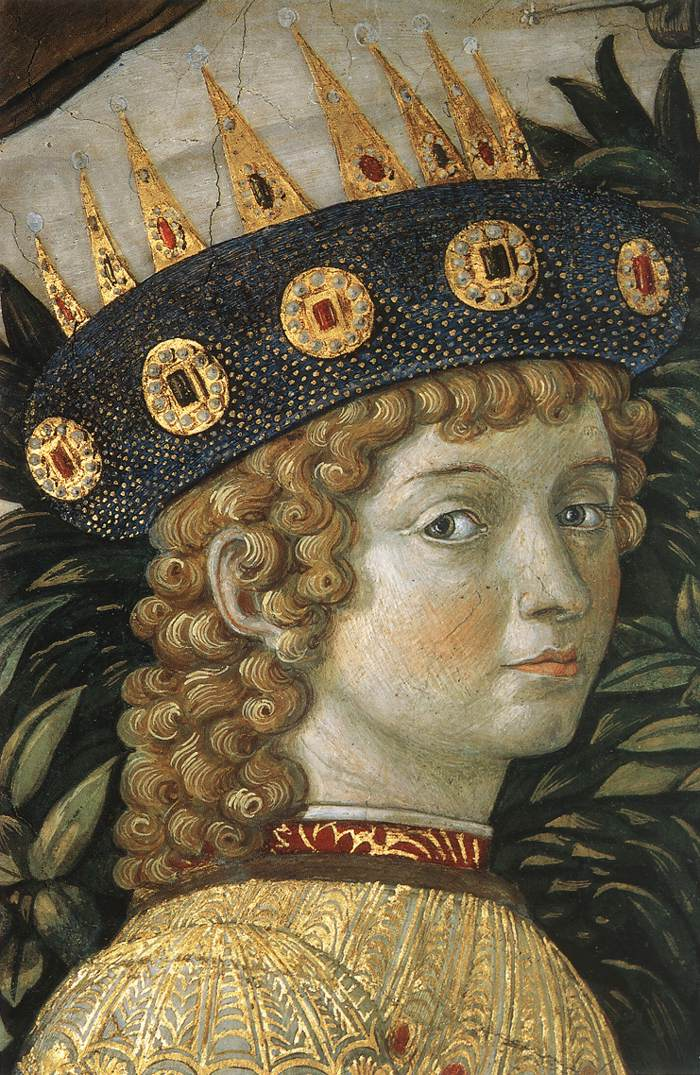
«Молодой царь». Деталь росписи Капеллы волхвов